# Mikołaj Tryzna
Mikołaj Tryzna herbu Gozdawa (zm. 10 października 1640 roku)  – podskarbi wielki litewski w 1635 roku, kuchmistrz litewski w 1623 rok, podkomorzy słonimski w 1608 roku.
Poseł na sejm 1627 roku z powiatu słonimskiego. Był członkiem konfederacji generalnej zawiązanej 16 lipca 1632 roku. Poseł na sejm konwokacyjny 1632 roku z powiatu słonimskiego. Poseł na sejm koronacyjny 1633 roku, sejm zwyczajny 1635 roku. Poseł na sejm ekstraordynaryjny 1635 roku.
Był elektorem Władysława IV Wazy z województwa nowogródzkiego w 1632 roku. 